# Список епізодів телесеріалу «Ходячі мерці»
«Ходячі мерці» — американський телесеріал Френка Дарабонта, що стартував у США 31 жовтня 2010 року на телеканалі AMC. Вільна екранізація однойменної серії коміксів Роберта Кіркмана, Тоні Мура і Чарлі Адларда. Перший сезон телесеріалу складається з шести епізодів у яких головний сюжет зосереджується на Ріку Граймсу, заступнику шерифа, який потрапляє у кому від вогнепального поранення. Прокинувшись після коми Рік опиняється у зовсім новому світі, де всюди кишать зомбі. Його син та жінка пропали безвісти і тому він вирушає у небезпечну подорож, щоб знайти і захистити свою сім'ю від небезпечних зомбі.

## Сезони
| Сезон | Сезон | Епізод | Вихід у ефір    | Вихід у ефір      | Релізи на DVD та Blu-ray | Релізи на DVD та Blu-ray | Релізи на DVD та Blu-ray |
| Сезон | Сезон | Епізод | Прем'єра сезону | Фінал сезону      | Регіон 1                 | Регіон 2                 | Регіон 4                 |
| ----- | ----- | ------ | --------------- | ----------------- | ------------------------ | ------------------------ | ------------------------ |
|       | 1     | 6      | 31 жовтня 2010  | 5 грудня 2010     | 8 березня 2011           | 16 травня 2011           | 15 березня 2012          |
|       | 2     | 13     | 16 жовтня 2011  | 18 березня 2012   | 28 серпня 2012           | 27 серпня 2012           | 20 червня 2012           |
|       | 3     | 16     | 14 жовтня 2012  | 31 березня 2013   | 27 серпня 2013           | 30 вересня 2013          | 25 вересня 2013          |
|       | 4     | 16     | 13 жовтня 2013  | 30 березня 2014   | 26 серпня 2014           | 29 вересня 2014          | 10 вересня 2014          |
|       | 5     | 16     | 12 жовтня 2014  | 29 березня 2015   | 25 серпня 2015           | Н/Д                      | Н/Д                      |
|       | 6     | 16     | 11 жовтня 2015  | 3 квітня 2016     | Н/Д                      | Н/Д                      | Н/Д                      |
|       | 7     | 16     | 23 жовтня 2016  | 2 квітня 2017     | Н/Д                      | Н/Д                      | Н/Д                      |
|       | 8     | 16     | 22 жовтня 2017  | 15 квітня 2018    | Н/Д                      | Н/Д                      | Н/Д                      |
|       | 9     | 16     | 7 жовтня 2018   | 31 березня 2019   | Н/Д                      | Н/Д                      |                          |
|       | 10    | 22     | 6 жовтня 2019   | 4 квітня 2021     | Н/Д                      | Н/Д                      |                          |
|       | 11    | 24     | 22 серпня 2021  | 20 листопада 2022 |                          |                          |                          |

## Список епізодів

### Сезон 1 (2010)
| № | # | Назва                                     | Режисер(и)           | Сценарист(и)                                                                                         | Вийшов у США      | Перегляд американцями (у мільйонах) |
| - | - | ----------------------------------------- | -------------------- | --- | ----------------- | ----------------------------------- |
| 1 | 1 | «Колишні дні» «Days Gone Bye»             | Френк Дарабонт       | Телесценарій: Френк Дарабонт                                                                         | 31 жовтня 2010    | 5.35                                |
| 2 | 2 | «Нутрощі» «Guts»                          | Мішель Макларен      | Френк Дарабонт                                                                                       | 7 листопада 2010  | 4.71                                |
| 3 | 3 | «Розкажи це жабам» «Tell It to the Frogs» | Гвінет Гордер-Пейтон | Телесценарій: Чарльз Г. Еглі & Джек Логудіс та Френк Дарабонт Історія: Чарльз Г. Еглі & Джек Логудіс | 14 листопада 2010 | 5.07                                |
| 4 | 4 | «Ватос» «Vatos»                           | Юхан Ренк            | Роберт Кіркман                                                                                       | 21 листопада 2010 | 4.75                                |
| 5 | 5 | «Пекельний вогонь» «Wildfire»             | Ернест Дікерсон      | Глен Маззара                                                                                         | 28 листопада 2010 | 5.56                                |
| 6 | 6 | «ТС-19» «TS-19»                           | Гай Ферланд          | Адам Ф'єрро та Френк Дарабонт                                                                        | 5 грудня 2010     | 5.97                                |

### Сезон 2 (2011—2012)
| №  | #  | Назва                                                | Режисер(и)                              | Сценарист(и)                     | Вийшов у США      | Перегляд американцями (у мільйонах) |
| -- | -- | ---------------------------------------------------- | --------------------------------------- | -------------------------------- | ----------------- | ----------------------------------- |
| 7  | 1  | «Що чекає попереду» «What Lies Ahead»                | Ернест Дікерсон та Гвінет Гордер-Пейтон | Френк Дарабонт та Роберт Кіркман | 16 жовтня 2011    | 7.26                                |
| 8  | 2  | «Нехай проллється кров» «Bloodletting»               | Ернест Дікерсон                         | Глен Маззара                     | 23 жовтня 2011    | 6.70                                |
| 9  | 3  | «Останній прибережи» «Save the Last One»             | Філ Абрахам                             | Скотт М. Ґімпл                   | 30 жовтня 2011    | 6.10                                |
| 10 | 4  | «Троянда Черокі» «Cherokee Rose»                     | Білл Джірхарт                           | Еван Райлі                       | 6 листопада 2011  | 6.29                                |
| 11 | 5  | «Чупакабра» «Chupacabra»                             | Гай Ферланд                             | Девід Леслі Джонсон              | 13 листопада 2011 | 6.12                                |
| 12 | 6  | «Таємниці» «Secrets»                                 | Девід Бойд                              | Анджела Канг                     | 20 листопада 2011 | 6.08                                |
| 13 | 7  | «Остаточно мертві й край» «Pretty Much Dead Already» | Мішель МакЛарен                         | Скотт М. Ґімпл                   | 27 листопада 2011 | 6.62                                |
| 14 | 8  | «Небраска» «Nebraska»                                | Кларк Джонсон                           | Еван Райлі                       | 12 лютого 2012    | 8.10                                |
| 15 | 9  | «Під прицілом» «Triggerfinger»                       | Білл Джірхарт                           | Девід Леслі Джонсон              | 19 лютого 2012    | 6.89                                |
| 16 | 10 | «За 18 миль» «18 Miles Out»                          | Ернест Дікерсон                         | Скотт М. Ґімпл і Глен Маззара    | 26 лютого 2012    | 7.04                                |
| 17 | 11 | «Суддя, присяжні, кат» «Judge, Jury, Executioner»    | Грегорі Нікотеро                        | Анджела Канг                     | 4 березня 2012    | 6.77                                |
| 18 | 12 | «Янголи милосердя» «Better Angels»                   | Гай Ферланд                             | Еван Райлі і Глен Маззара        | 11 березня 2012   | 6.89                                |
| 19 | 13 | «Біля згасаючого полум'я» «Beside the Dying Fire»    | Ернест Дікерсон                         | Роберт Кіркман і Глен Маззара    | 18 березня 2012   | 8.99                                |

### Сезон 3 (2012—2013)
| №  | #  | Назва                                                        | Режисер(и)          | Сценарист(и)               | Вийшов у США      | Перегляд американцями (у мільйонах) |
| -- | -- | ------------------------------------------------------------ | ------------------- | -------------------------- | ----------------- | ----------------------------------- |
| 20 | 1  | «Зародок» «Seed»                                             | Ернест Дікерсон     | Глен Маззара               | 14 жовтня 2012    | 10.87                               |
| 21 | 2  | «Схиблені» «Sick»                                            | Білл Джірхарт       | Ніколь Бітті               | 21 жовтня 2012    | 9.55                                |
| 22 | 3  | «Ходімо за мною» «Walk with Me»                              | Гай Ферланд         | Еван Райлі                 | 28 жовтня 2012    | 10.51                               |
| 23 | 4  | «Внутрішній ворог» «Killer Within»                           | Гай Ферланд         | Сенг К'ю Кім               | 4 листопада 2012  | 9.27                                |
| 24 | 5  | «Лише скажи» «Say the Word»                                  | Грегорі Нікотеро    | Анджела Канг               | 11 листопада 2012 | 10.37                               |
| 25 | 6  | «Зацьковані» «Hounded»                                       | Ден Еттіес          | Скотт М. Ґімпл             | 18 листопада 2012 | 9.21                                |
| 26 | 7  | «Коли мертві стукають у двері» «When the Dead Come Knocking» | Деніел Сакгейм      | Френк Рензуллі             | 25 листопада 2012 | 10.43                               |
| 27 | 8  | «Створений страждати» «Made to Suffer»                       | Білл Джірхарт       | Роберт Кіркман             | 2 грудня 2012     | 10.48                               |
| 28 | 9  | «Король-самовбивця» «The Suicide King»                       | Леслі Лінка Глаттер | Еван Райлі                 | 10 лютого 2013    | 12.26                               |
| 29 | 10 | «Дім» «Home»                                                 | Сет Манн            | Ніколь Бітті               | 17 лютого 2013    | 11.05                               |
| 30 | 11 | «Я тобі не Іуда» «I Ain't a Judas»                           | Грегорі Нікотеро    | Анджела Канг               | 24 лютого 2013    | 11.01                               |
| 31 | 12 | «Прибрати» «Clear»                                           | Тріша Брок          | Скотт М. Ґімпл             | 3 березня 2013    | 11.30                               |
| 32 | 13 | «Стріла в одвірку» «Arrow on the Doorpost»                   | Девід Бойд          | Райан С. Колман            | 10 березня 2013   | 11.46                               |
| 33 | 14 | «Здобич» «Prey»                                              | Стефан Шварц        | Глен Маззара та Еван Райлі | 17 березня 2013   | 10.84                               |
| 34 | 15 | «Таке нікчемне життя» «This Sorrowful Life»                  | Грегорі Нікотеро    | Скотт М. Ґімпл             | 24 березня 2013   | 10.99                               |
| 35 | 16 | «Ласкаво просимо в могилу» «Welcome to the Tombs»            | Ернест Дікерсон     | Глен Маззара               | 31 березня 2013   | 12.40                               |

### Сезон 4 (2013—2014)
21 грудня 2012 року телеканал AMC продовжив серіал Ходячі мерці на четвертий сезон. Також стало відомо, що Гленн Маззара не повернеться на посади шоуранера та виконавчого продюсера для четвертого сезону. На його місце було призначено Скота М. Гімпла.
| №  | #  | Назва                                               | Режисер(и)       | Сценарист(и)                   | Вийшов у США      | Перегляд американцями (у мільйонах) |
| -- | -- | --------------------------------------------------- | ---------------- | ------------------------------ | ----------------- | ----------------------------------- |
| 36 | 1  | «30 днів без нещасть» «30 Days Without an Accident» | Грегорі Нікотеро | Скотт М. Ґімпл                 | 13 жовтня 2013    | 16.10                               |
| 37 | 2  | «Інфікований» «Infected»                            | Ґай Ферленд      | Анджела Канґ                   | 20 жовтня 2013    | 13.94                               |
| 38 | 3  | «Ізоляція» «Isolation»                              | Ден Сакгейм      | Роберт Кіркман                 | 27 жовтня 2013    | 12.92                               |
| 39 | 4  | «Байдужість» «Indifference»                         | Трішіа Брок      | Метт Неґрете                   | 3 листопада 2013  | 13.30                               |
| 40 | 5  | «Ув'язнення» «Internment»                           | Девід Бойд       | Ченнінг Пауелл                 | 10 листопада 2013 | 12.20                               |
| 41 | 6  | «Живець» «Live Bait»                                | Майкл Аппендейл  | Ніколь Бітті                   | 17 листопада 2013 | 12.00                               |
| 42 | 7  | «Мертвий вантаж» «Dead Weight»                      | Джеремі Подесва  | Кьортісс Гвінн                 | 24 листопада 2013 | 11.29                               |
| 43 | 8  | «Все надто далеко зайшло» «Too Far Gone»            | Ернест Дікерсон  | Сет Хофман                     | 1 грудня 2013     | 12.10                               |
| 44 | 9  | «Опісля» «After»                                    | Грегорі Нікотеро | Роберт Кіркман                 | 9 лютого 2014     | 15.76                               |
| 45 | 10 | «Пожильці» «Inmates»                                | Трішіа Брок      | Метт Неґрете та Ченнінг Пауелл | 16 лютого 2014    | 13.34                               |
| 46 | 11 | «Зайнято» «Claimed»                                 | Сіт Менн         | Ніколь Бітті и Сет Хофман      | 23 лютого 2014    | 13.12                               |
| 47 | 12 | «Безмовність» «Still»                               | Джуліус Ремсей   | Анджела Канґ                   | 2 березня 2014    | 12.61                               |
| 48 | 13 | «Сам» «Alone»                                       | Ернест Діккерсон | Кьортіс Гуінн                  | 9 березня 2014    | 12.65                               |
| 49 | 14 | «Гай» «The Grove»                                   | Майк Сантрамезіс | Анджела Канґ                   | 16 березня 2014   | 12.87                               |
| 50 | 15 | «Нас» «Us»                                          | Грегорі Нікотеро | Скотт М. Ґімпл                 | 23 березня 2014   | 13.47                               |
| 51 | 16 | «Початок» «A»                                       | Мішель МакЛарен  | Ніколь Бітті и Сет Хофман      | 30 березня 2014   | 15.68                               |

### Сезон 5 (2014—2015)
| №  | #  | Назва                                                           | Режисер(и)          | Сценарист(и)                   | Вийшов у США      | Перегляд американцями (у мільйонах) |
| -- | -- | --------------------------------------------------------------- | ------------------- | ------------------------------ | ----------------- | ----------------------------------- |
| 52 | 1  | «Притулку немає» «No Sanctuary»                                 | Грегорі Нікотеро    | Скотт М. Ґімпл                 | 12 жовтня 2014    | 17.29                               |
| 53 | 2  | «Незнайомці» «Strangers»                                        | Девід Бойд          | Роберт Кіркман                 | 19 жовтня 2014    | 15.14                               |
| 54 | 3  | «Чотири стіни і дах» «Four Walls and a Roof»                    | Джеффрі Ф. Дженюарі | Анджела Канґ та Корі Рід       | 26 жовтня 2014    | 13.80                               |
| 55 | 4  | «Закон і порядок» «Slabtown»                                    | Майк Сантрамезіс    | Метт Неґрете та Ченнінг Пауелл | 2 листопада 2014  | 14.52                               |
| 56 | 5  | «Самопоміч» «Self Help»                                         | Ернест Дікерсон     | Гізер Белсон та Сет Гофман     | 9 листопада 2014  | 13.53                               |
| 57 | 6  | «Пригнічені» «Consumed»                                         | Сіт Менн            | Метт Неґрете та Корі Рід       | 16 листопада 2014 | 14.07                               |
| 58 | 7  | «На роздоріжжі» «Crossed»                                       | Білл Джірхарт       | Сет Гофман                     | 23 листопада 2014 | 13.33                               |
| 59 | 8  | «Кода» «Coda»                                                   | Ернест Дікерсон     | Анджела Канґ                   | 30 листопада 2014 | 14.81                               |
| 60 | 9  | «Що було і що відбувається» «What Happened and What's Going On» | Грегорі Нікотеро    | Скотт М. Ґімпл                 | 8 лютого 2015     | 15.64                               |
| 61 | 10 | «Вони» «Them»                                                   | Джуліус Ремзі       | Гізер Белсон                   | 15 лютого 2015    | 12.27                               |
| 62 | 11 | «Віддалення» «The Distance»                                     | Лариса Кондрацкі    | Сет Гофман                     | 22 лютого 2015    | 13.44                               |
| 63 | 12 | «Пам'ятай» «Remember»                                           | Грегорі Нікотеро    | Ченнінг Пауелл                 | 1 березня 2015    | 14.43                               |
| 64 | 13 | «Забудь» «Forget»                                               | Девід Бойд          | Корі Рід                       | 8 березня 2015    | 14.53                               |
| 65 | 14 | «Витрати» «Spend»                                               | Дженніфер Лінч      | Метт Неґрете                   | 15 березня 2015   | 13.78                               |
| 66 | 15 | «Спробуй» «Try»                                                 | Майк Сантрамезіс    | Анджела Канґ                   | 22 березня 2015   | 13.76                               |
| 67 | 16 | «Підкори» «Conquer»                                             | Грегорі Нікотеро    | Скотт М. Гімпл та Сет Гофман   | 29 березня 2015   | 15.78                               |